# Тосканський архіпелаг

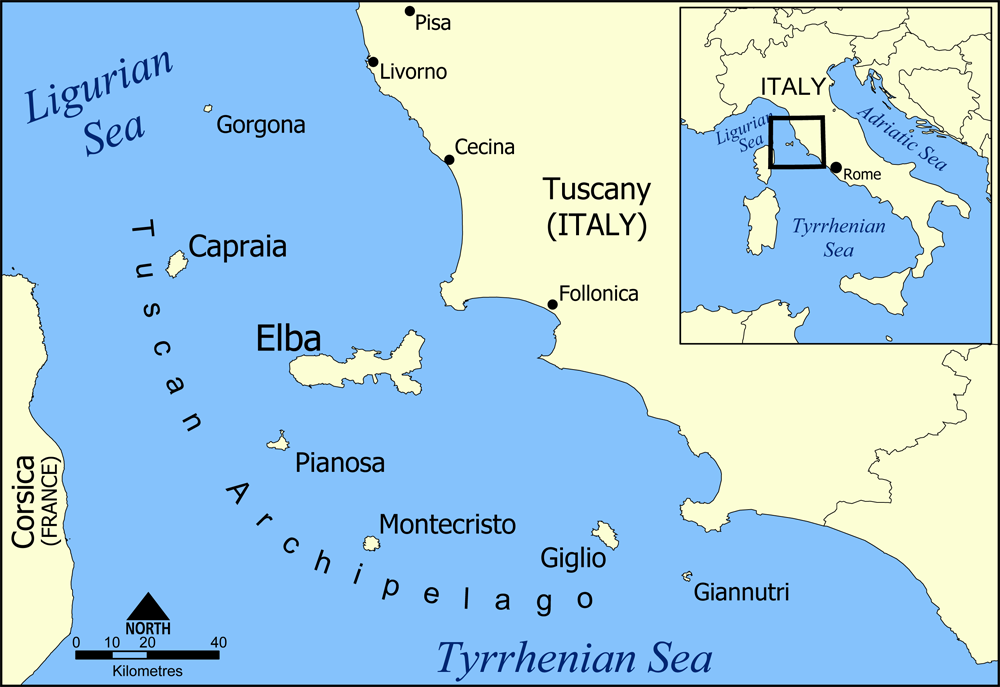
Тосканський архіпелаг

Тосканський архіпелаг — група островів між Лігурійским морем і Тірренським морем, на захід від італійських провінцій Ліворно та Гроссето регіону Тоскана.
До складу архіпелагу входять острови Ельба (найбільший острів в групі), Горгона, Капрайя, Піаноза, Монтекрісто, Джиліо і Джианутрі, на території яких знаходиться Національний парк Тосканського архіпелагу.
На островах знаходяться невеликі міста і поселення, які часто відвідуються туристами.
| Острів      | Площа, km² | Населення |
| ----------- | ---------- | --------- |
| Ельба       | 224        | 32 043    |
| Джиліо      | 24         | 1 439     |
| Монтекрісто | 13         | 2         |
| Піаноза     | 10         | 0         |
| Капрайя     | 19         | 410       |
| Горгона     | 2          | 147       |
| Джианутрі   | 3          | 13        |
| Разом:      | 295 km²    | 34 054    |

## Галерея

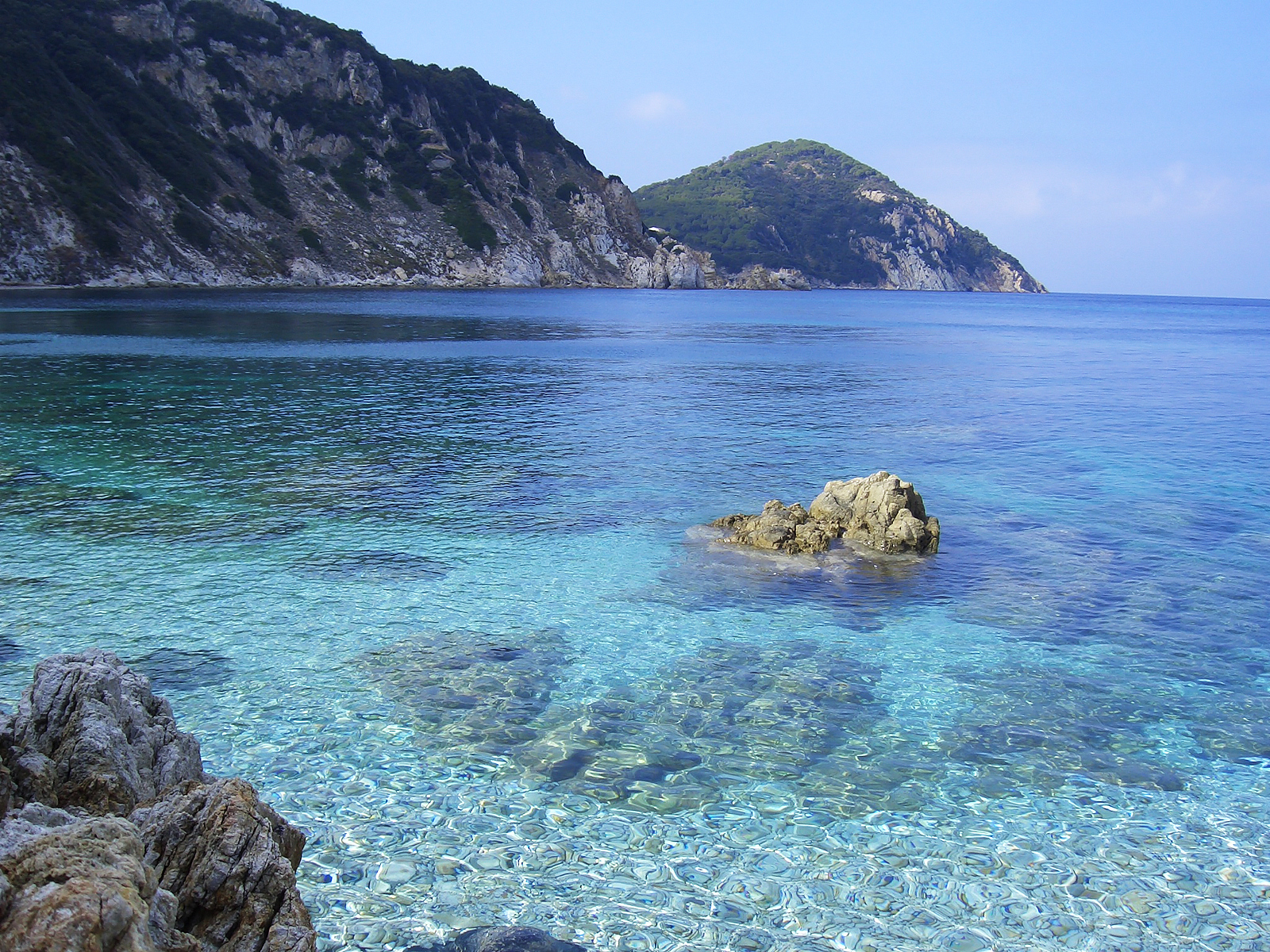
Ельба
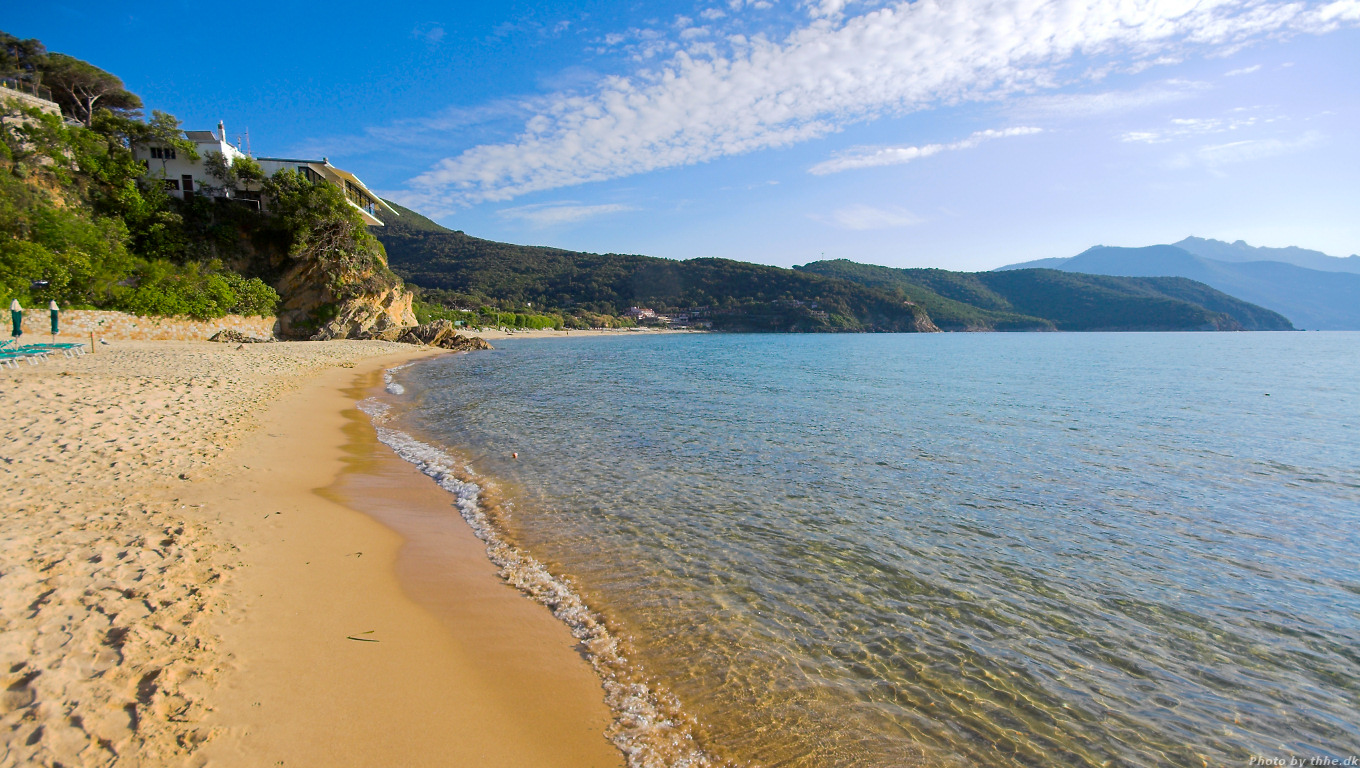
Пляж, Ельба
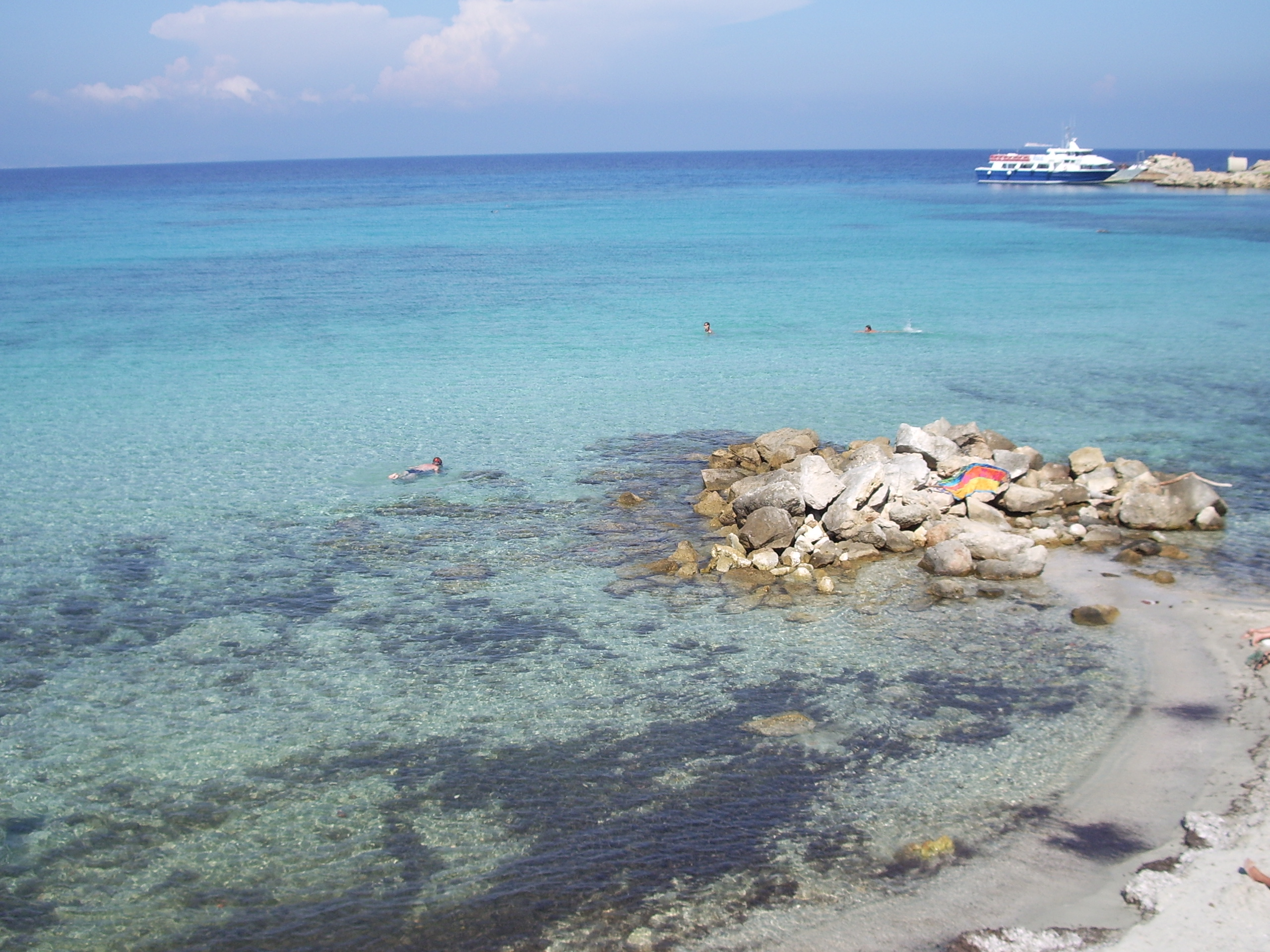
Піаноза
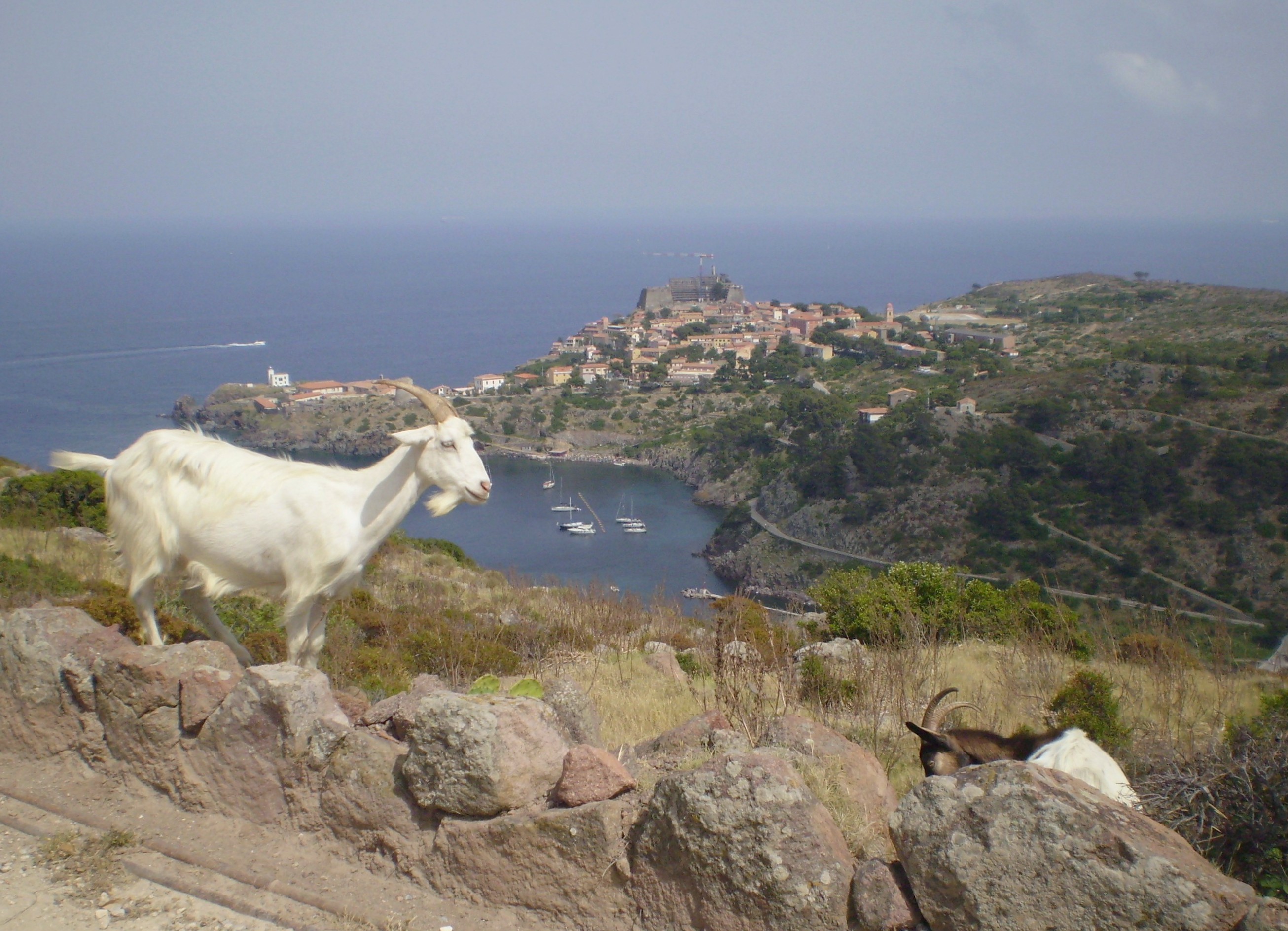
Село, Капрайя
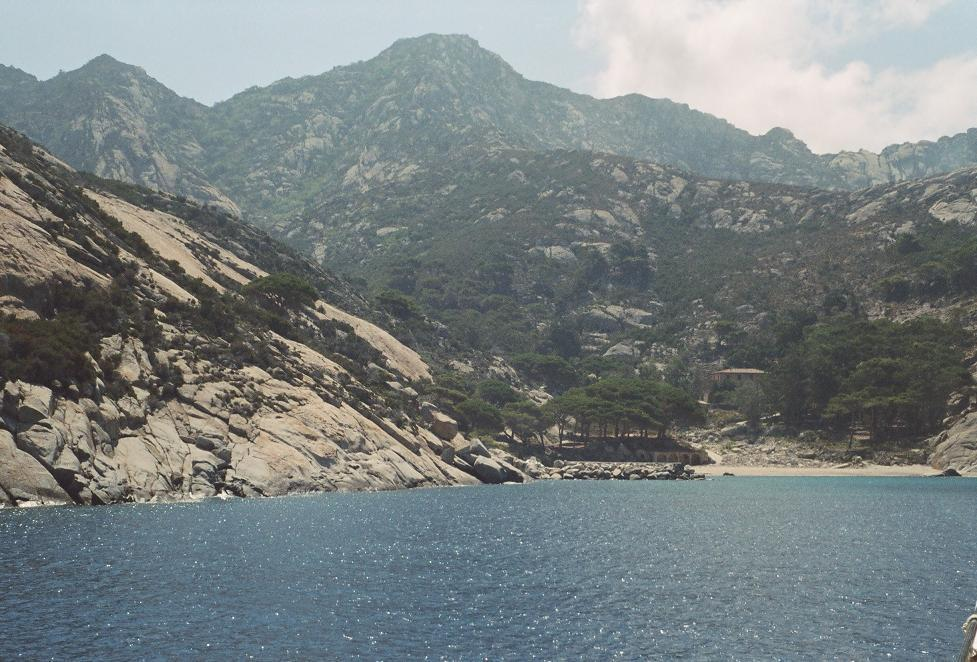
Острів Монтекрісто
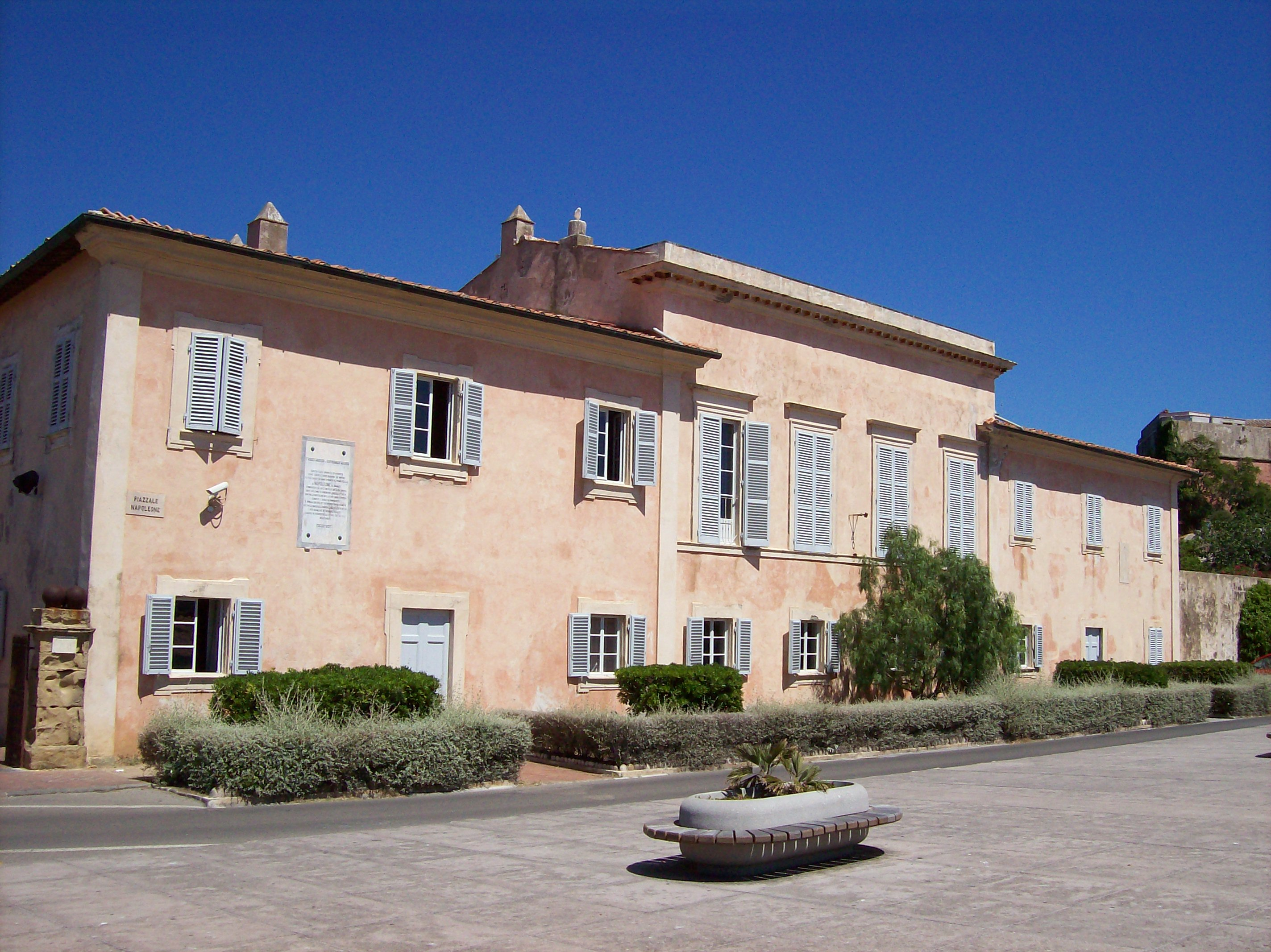
Будинок Наполеона в Портоферрайо.
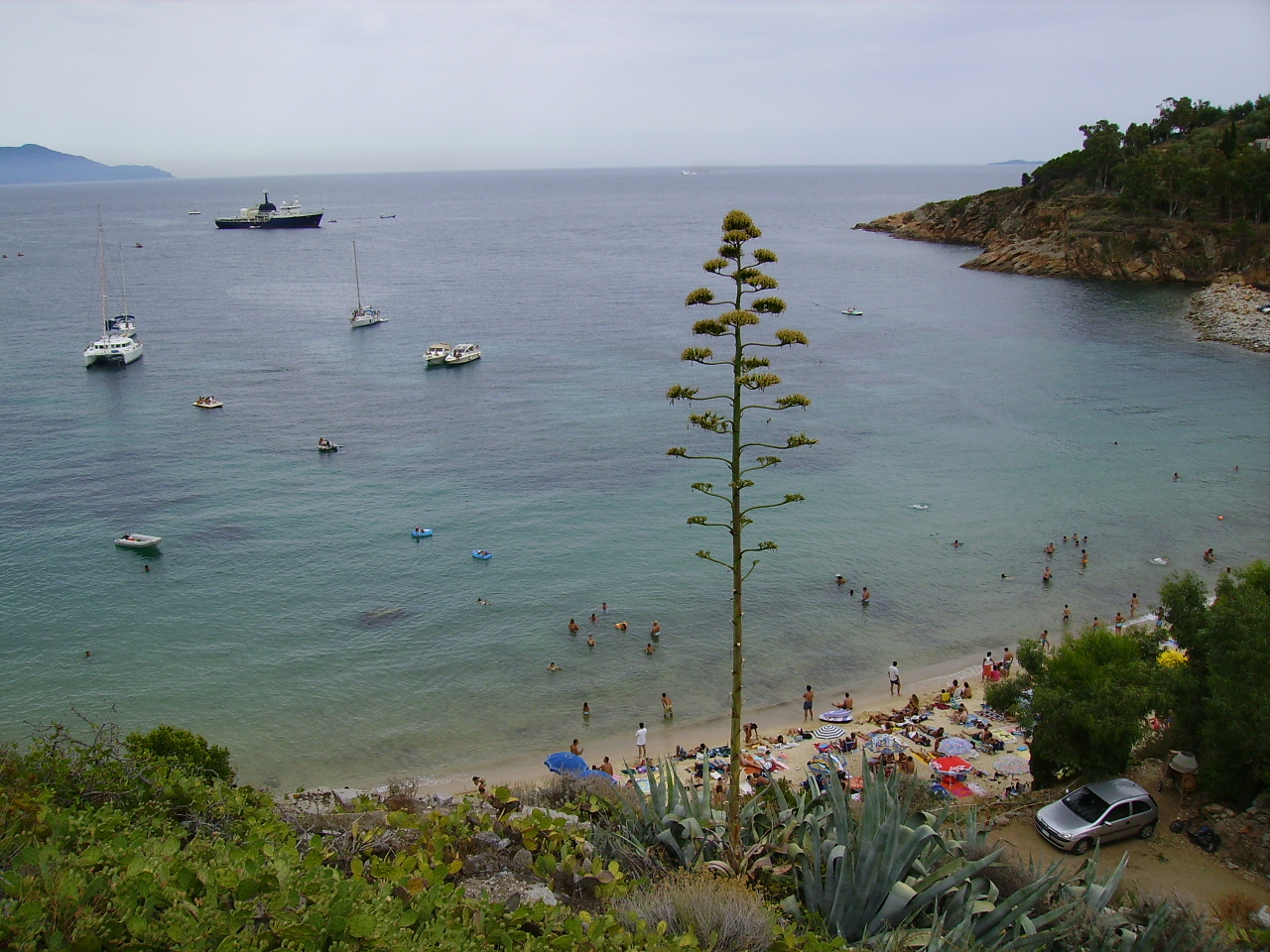
Джиліо
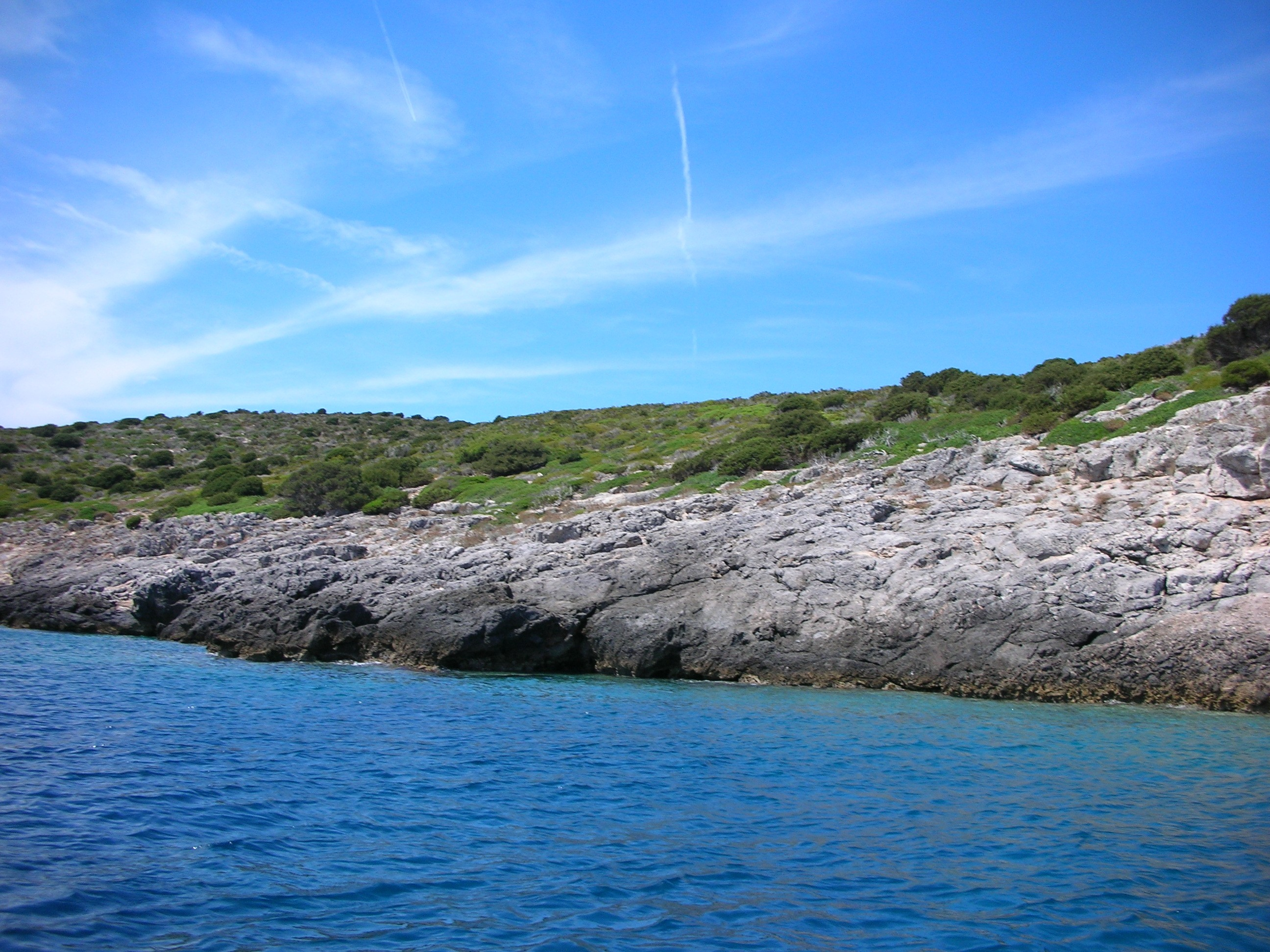
Узбережжя Джианутрі
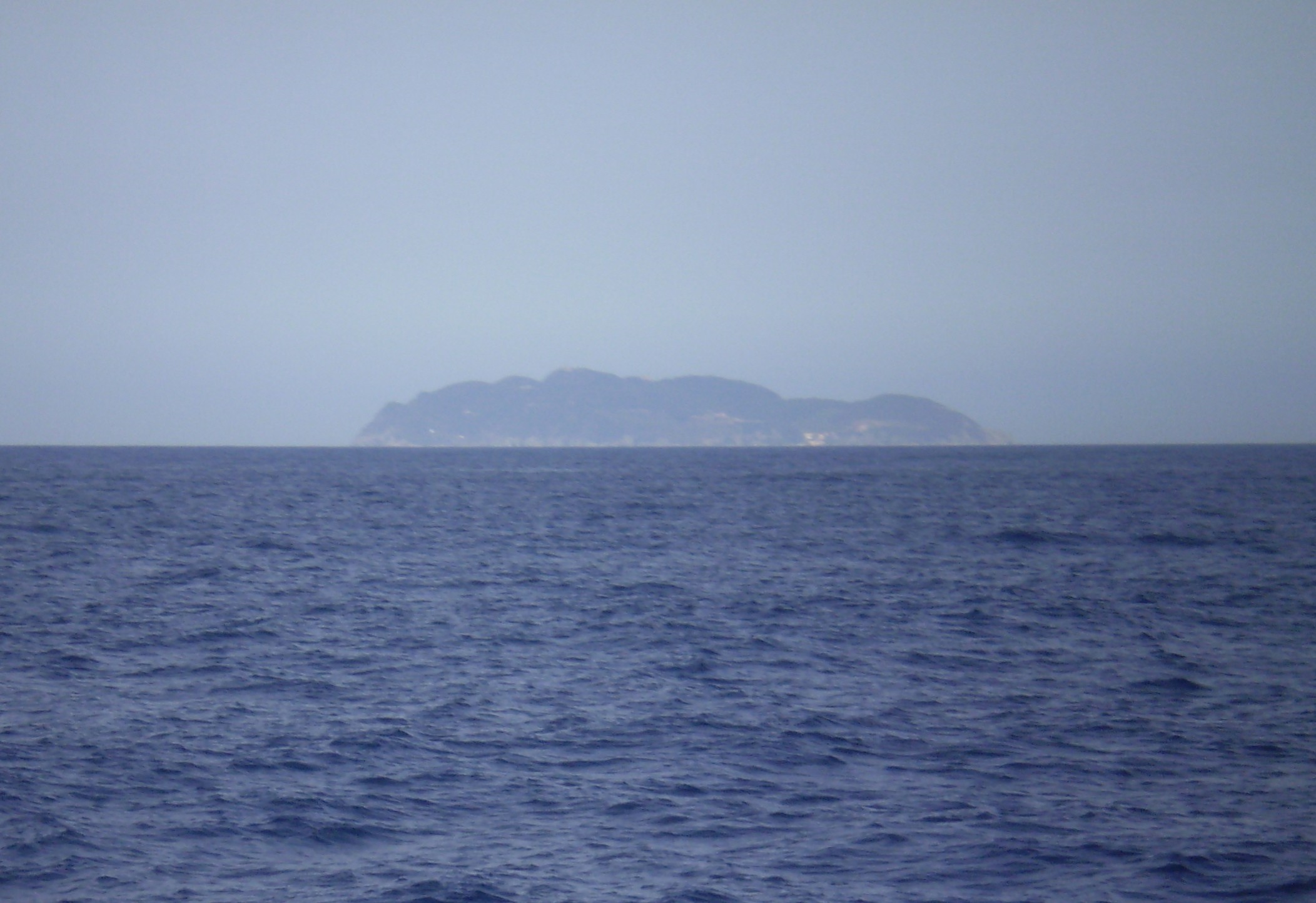
Острів Горгона
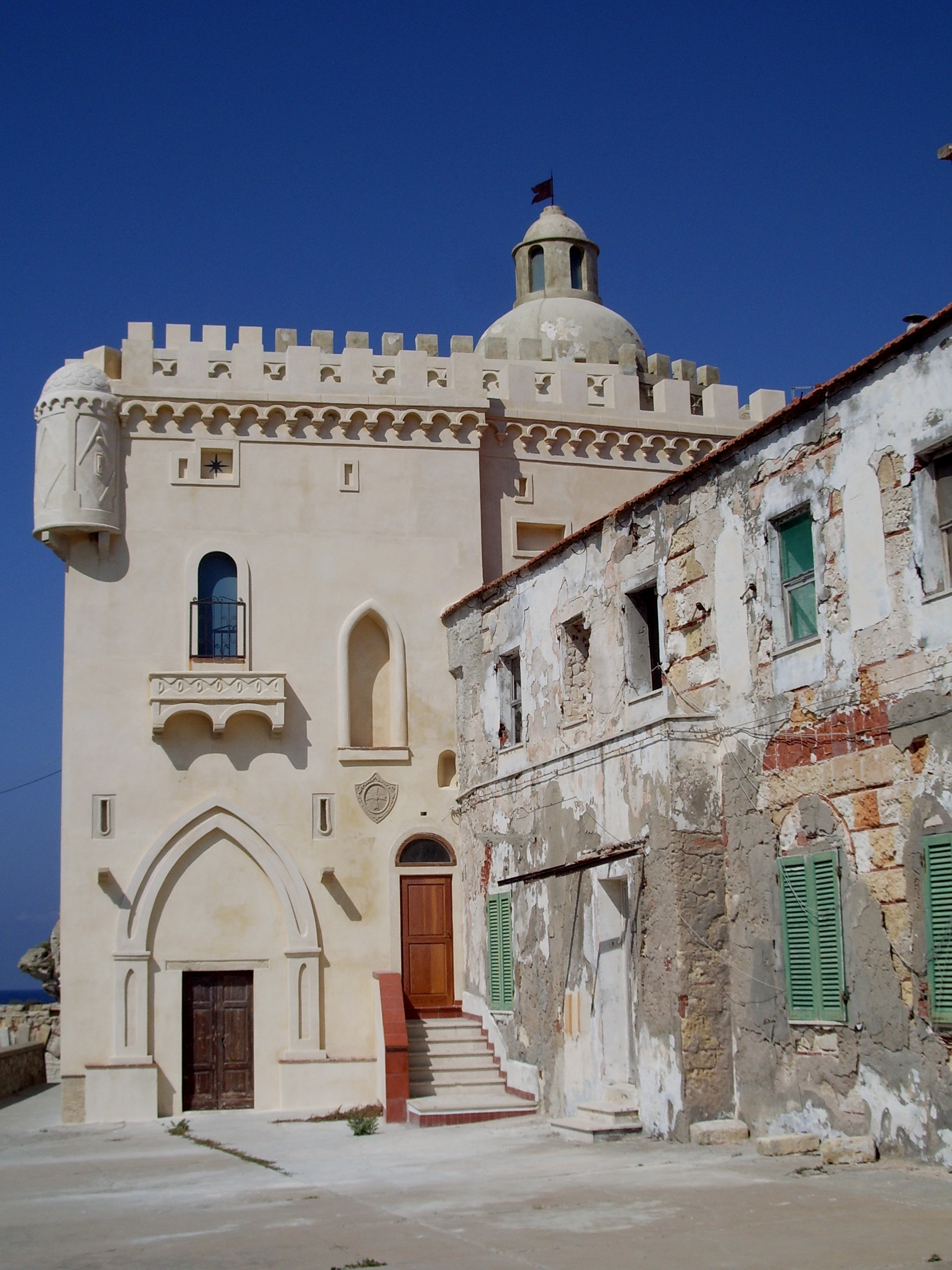
Палац обсерваторії, Піаноза